# Draktänder

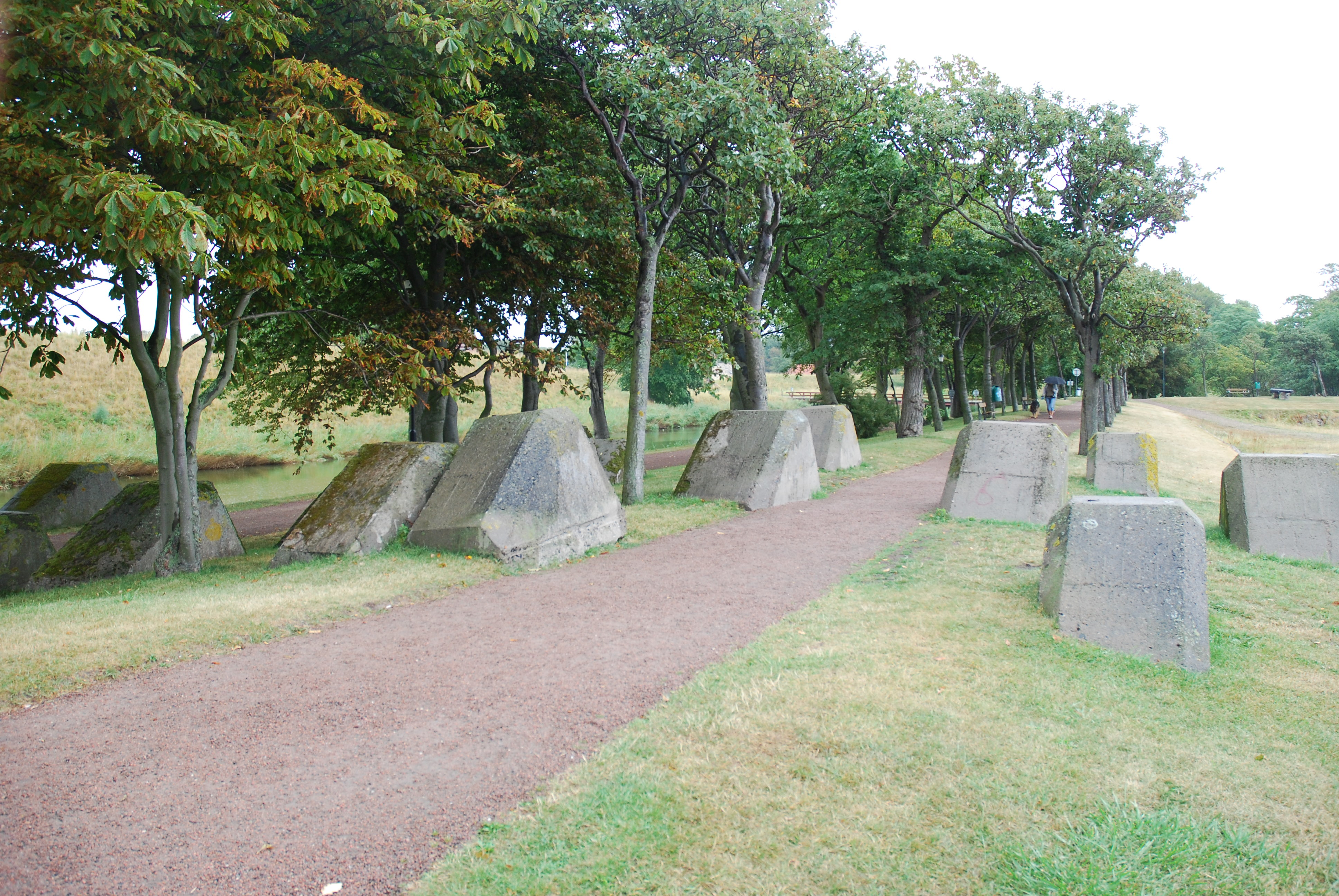
Hinder i Landskrona

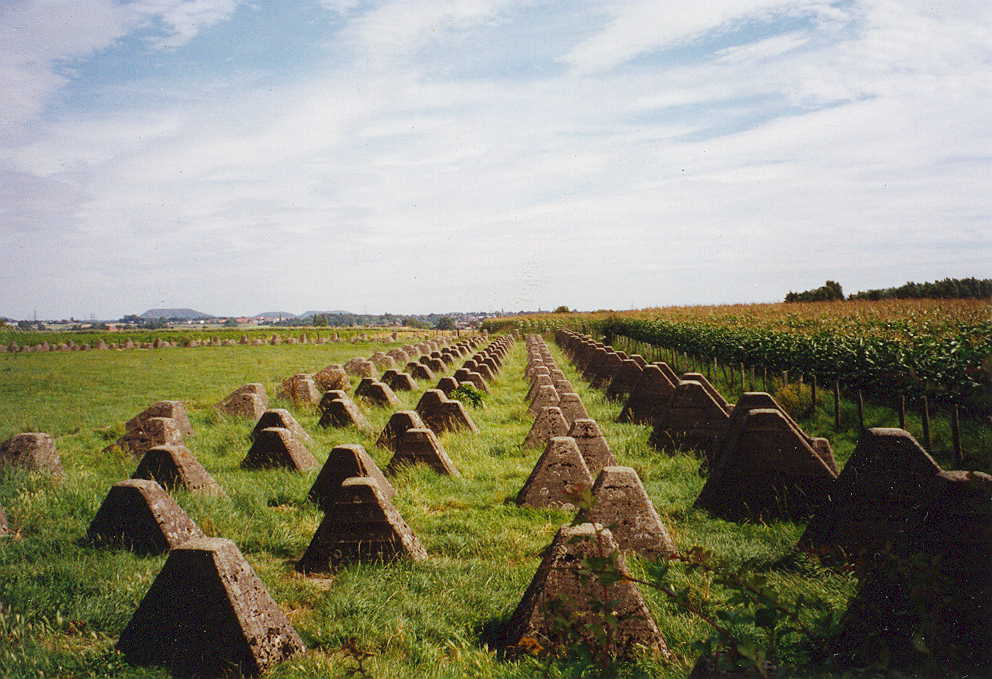
Draktänder vid Siegfriedlinjen

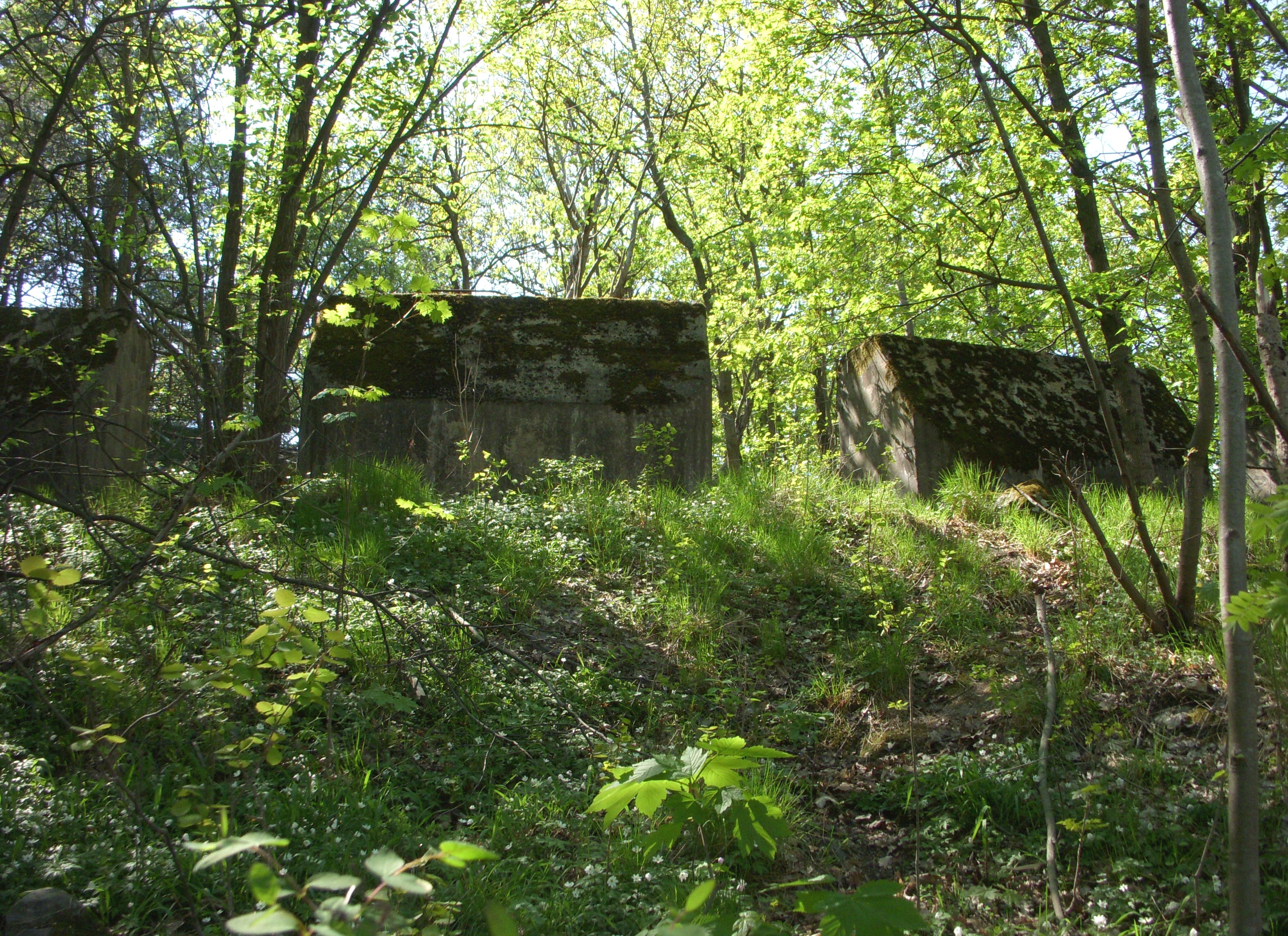
"Betongpianon" i Norra Djurgårdens stridsvagnsspärr, Stockholm

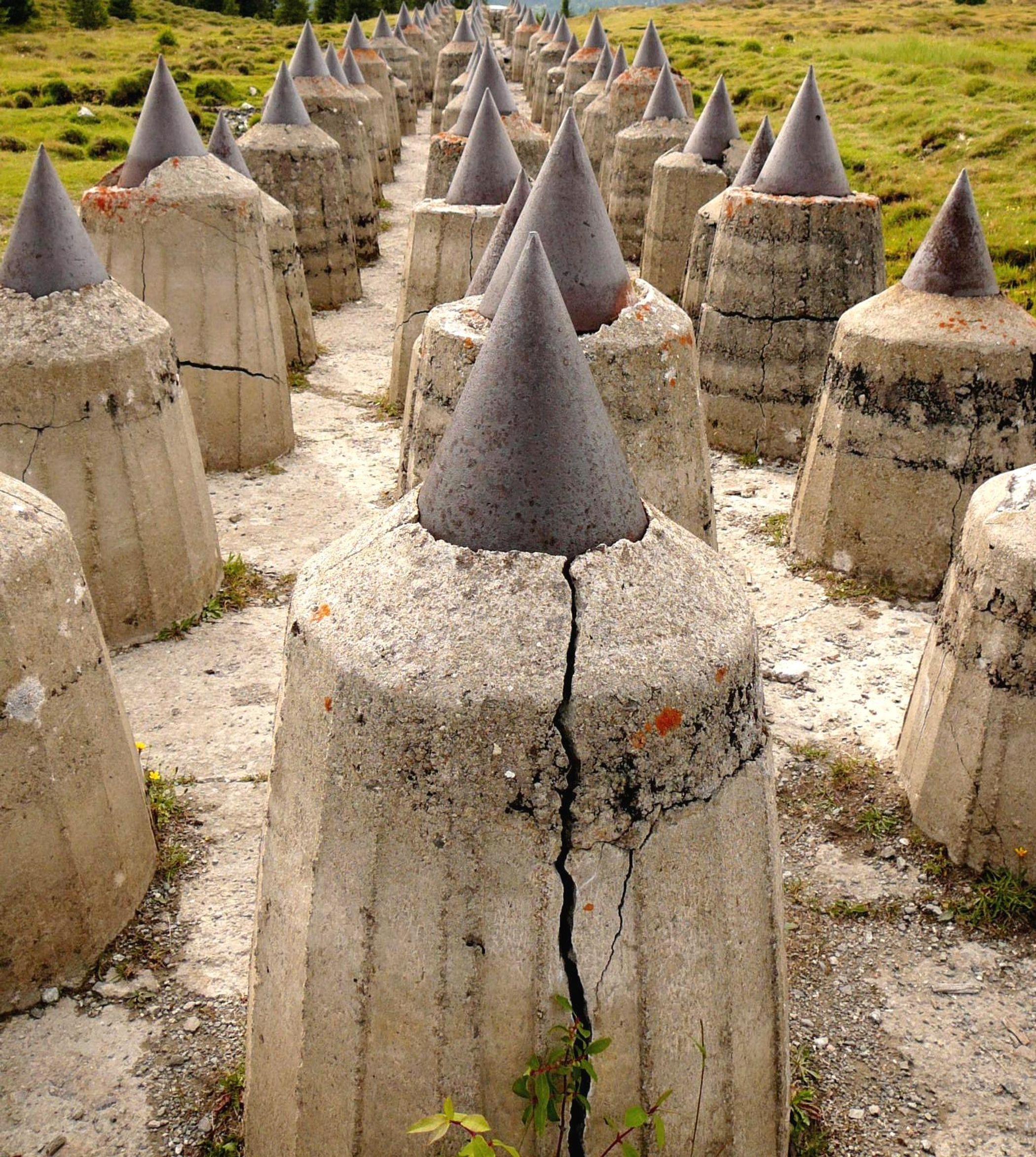
Draktänder

Draktänder är pyramidformade hinder som uppfördes under andra världskriget för att sinka mekaniserade arméers framryckning. De användes till exempel utefter kusten i södra Sverige och i Siegfriedlinjen.
Vanligen används ordet i överförd bemärkelse med anknytning till sagan om Jason i den grekiska mytologin.

## Militära befästningar

### Andra världskriget
Draktänder (tyska: Höcker, "hoppor") var fyrkantiga, pyramidformade betongkonstruktioner som användes för att hindra stridsvagnars framkomst under det andra världskriget. Idén var att stridsvagnarna skulle vara tvungna att stanna i "dödszoner", där de lätt skulle kunna slås ut av pansarvärnspjäser. I verkligheten gjorde tillkomsten av specialtillverkade fordon för hinderröjning att dessa hinder kunde undanröjas snabbare än många hade förväntat sig. Ett annat sätt att forcera dem var helt enkelt att täcka dem med jord och sten och sedan köra över högen.

De användes i stor utsträckning av alla sidor i det andra världskriget. Tyskarna använde dem bland annat i sin Siegfriedlinje och Atlantvall. Vanligtvis var varje "tand" omkring 1,2 m hög, ofta med landminor mellan de enskilda "tänderna". Fransmännen använde dem i sin Maginotlinje och många lades även ut i Storbritannien 1940–1941 som en del i stärkandet av landets invasionsförsvar. 
| ”                                   | Bakom minfälten fanns draktänder. De vilade på en betongmatta som var mellan tio och trettio meter bred och som var nedsänkta en eller två meter i marken (för att undvika att man grävde tunnlar under dem och placerade sprängladdningar). Ovanpå mattan fanns själva tänderna, avhuggna pyramider av armerad betong omkring en meter höga i den främsta raden och upp emot två meter i sista raden. De var placerade på sådant sätt att en stridsvagn inte kunde köra igenom dem. Utspritt mellan tänderna fanns minfält, taggtråd och betongvärn som var så gott som osårbara för artilleri och utplacerade så att tyskarna kunde skjuta korseld över hela fronten. Enda sättet för infanteriet att ta dessa betongvärn var att komma bakifrån och anfalla den bakre ingången. Men bakom den första linjen av betongvärn och draktänder fanns en andra och ofta en tredje och ibland en fjärde | „ |
| – Stephen Ambrose: Victors, sid 256 | |   |

På grund av det stora antal som byggdes och deras beständiga konstruktion kan många ses ännu idag, speciellt i resterna av Siegfried- och Maginotlinjerna.

### Sverige
Även i Sverige finns draktandsformationer kvar från beredskapstiden, till exempel i Stockholms innerstad och närförorter (se Norra Djurgårdens stridsvagnsspärr) och utefter Skånelinjen. I dessa linjer är också så kallade betongpianon, upprättstående pianoliknande betongblock, vanliga. De har en höjd på 1,7 till 1,8 meter, en tjocklek vid basen på 1,6 meter och väger 17 ton. På några pekar fortfarande ett ingjutet armeringsjärn med ögla upp som var tänkt att fästa ett kamouflagenät i.

### Efter andra världskriget
Schweiz fortsatte att upprätthålla linjer med draktänder vid vissa strategiska områden och hade radat upp dem bredvid vägar, redo att poppa upp och komplettera försvarslinjer som sträckte sig förbi vägarna. Bland soldater har dessa konstruktioner kommit att kallas ”Tobleronelinjer” efter chokladstången.
Begreppet draktand kan användas för olika linjer av pålar eller andra hinder som satts ner i marken för att förhindra fordonstrafik, till exempel på parkeringar i tätortsområden. Bollard är ett annat namn för dessa hinder.
Vissa länder, såsom de som uppstod efter Jugoslaviens splittring, har också rörliga draktänder lagrade längs vägarna varifrån de snabbt kan lyftas över till vägarna vid strategiska platser.